# 山本拓矢 (バレーボール)
山本 拓矢（やまもと たくや、1988年8月11日 - ）は、日本の元男子バレーボール選手。

## 来歴
香川県さぬき市出身。友達に誘われて小学5年生の頃からバレーボールを始める。
香川県立高松工芸高等学校、中央大学（高校、大学では共にキャプテンとしてチームを牽引した）を経て、2011年、パナソニックパンサーズに入団した。リベロとしてメンバーに登録され、主に永野健の控えとして出場した。2014年に現役引退し、マネージャーに就任した。運営担当としてホームゲームの企画などを行っている。

## 所属チーム
- 香川県立高松工芸高等学校
- 中央大学
- パナソニックパンサーズ （2011-2014年）